# Бельгійська королівська академія медицини
Королівська медична академія Бельгії (фр. Académie royale de médecine de Belgique), заснована 19 вересня 1841 року королівським указом короля Леопольда I. Є академією, яка об'єднує бельгійських вчених. Її штаб-квартира знаходиться в Брюсселі в Палаці академій.

## Історія

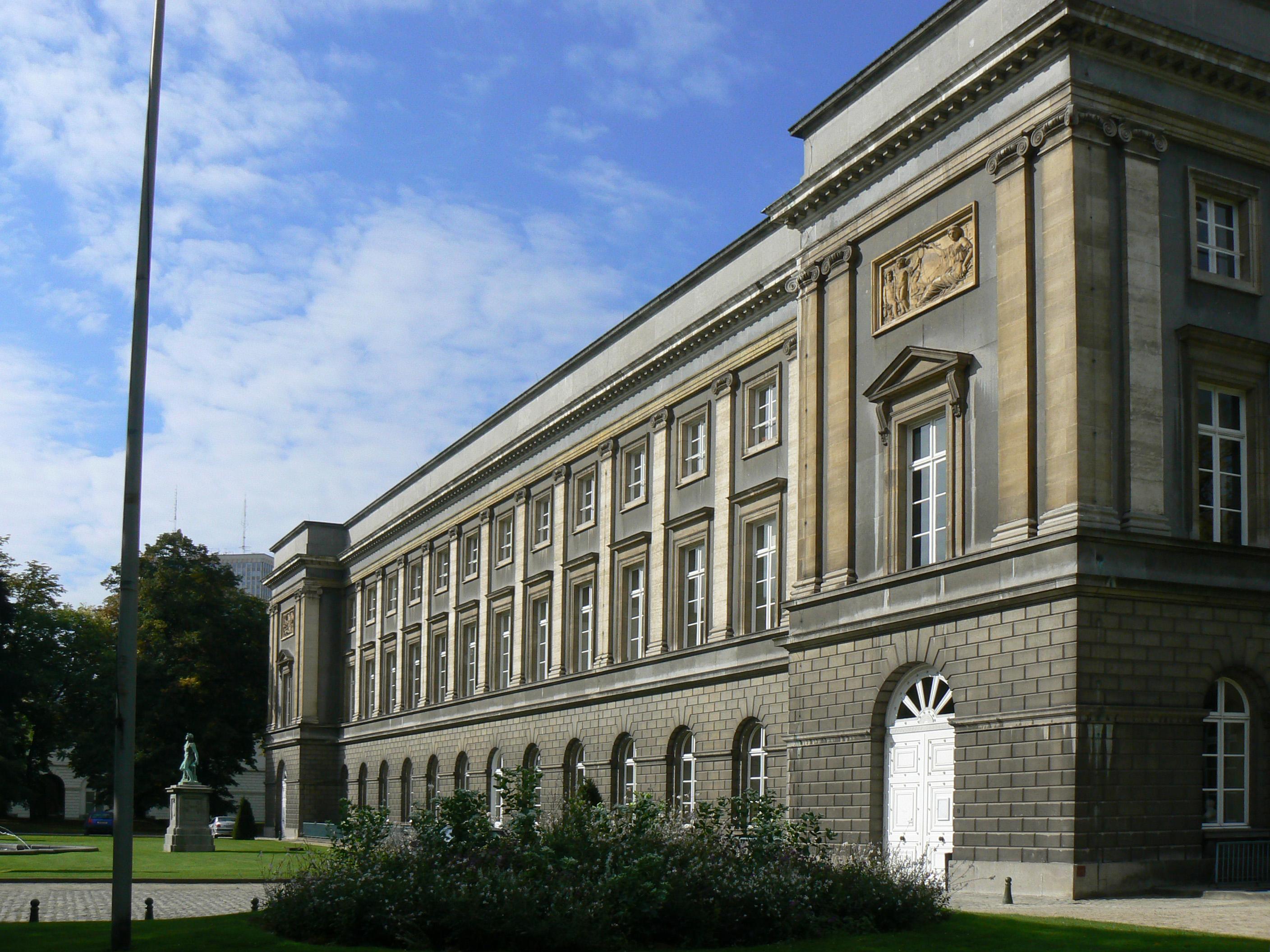
Штаб-квартира Королівської медичної академії Бельгії в Академічному палаці

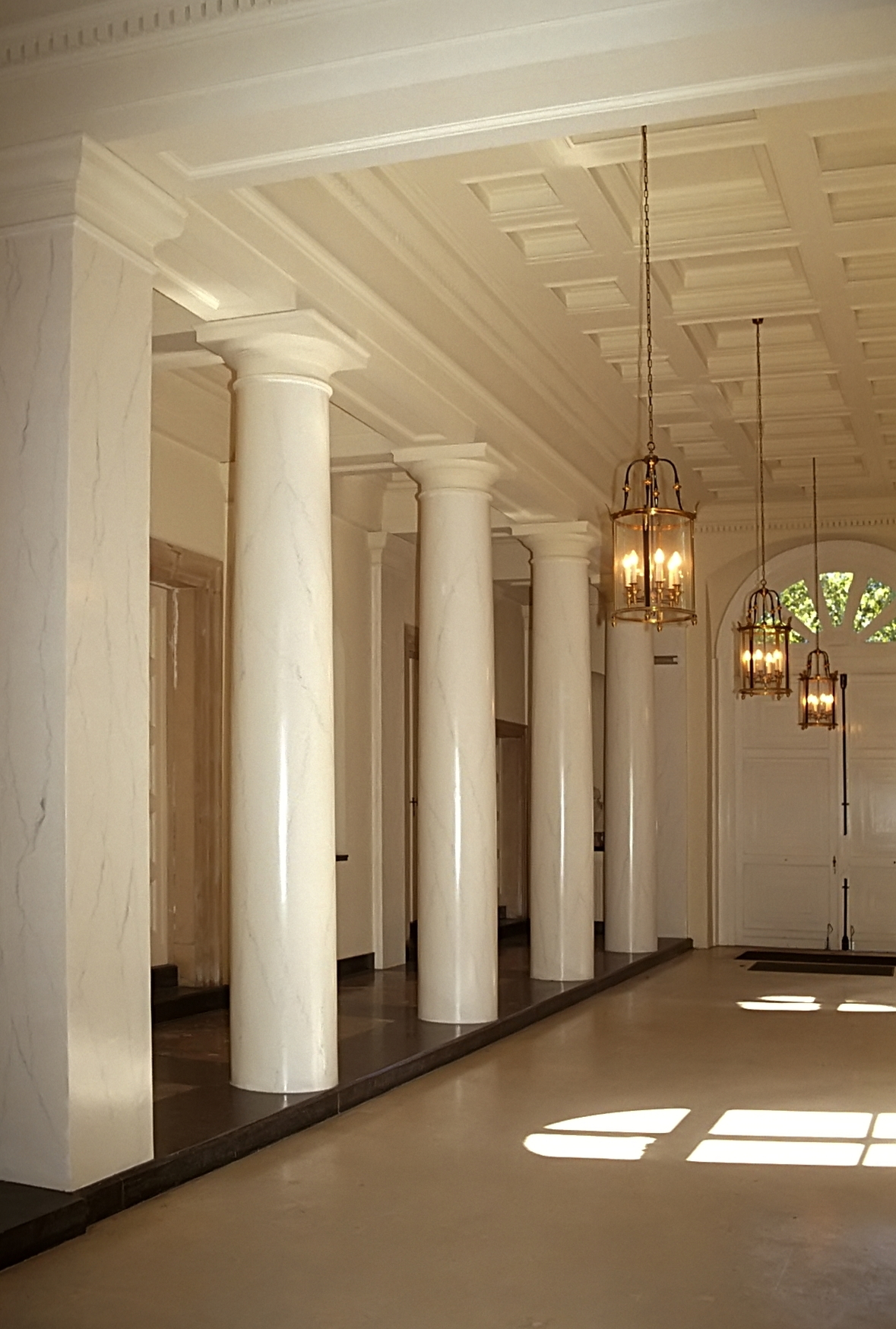
Зал Палацу академій, Брюссель

Королівська медична академія — державна установа, заснована 19 вересня 1841 року королівським указом короля Леопольда I за пропозицією Жана-Батіста Нотона. Серед засновників були Віктор-Жозе Франсуа, професор медичного факультету Лувенського католицького університету, і Луї Сотен (1793-1862), професор медичного факультету Брюссельського вільного університету. Академія залежала від Міністерства внутрішніх справ, яке очолював Жан-Батіст Нотон. Академія стала консультативним органом Міністерства охорони здоров'я після його створення в 1936 р. У 1989-1990 рр. вона була адміністративно приєднана до служб Французької спільноти Бельгії. Статут установи залежить від декрету Уряду Франції від 19 грудня 2013 р., і вона була передана під захист Короля.